# Salpa
Salpa (Sarpa salpa), je riba koja pripada obitelji ljuskavki (Sparidae). Ostali nazivi su salpuc, salpuša, salpušica, sapa, sapica, sopa i dr.
Naraste do 51 cm u dužinu i može težiti do 3 kg. Tijelo joj je izduljenog i ovalnog oblika, donekle spljoštenog s umjereno razvijenim perajama. Glava joj je mala u odnosu na tijelo, s malim ustima i zubima specijaliziranim za čupanje. Boje je sivosrebrnkaste, odozgo maslinastozelenkaste, a donji dio je srebrnkaste boje. Postrance je isprugana uzdužnim zlatkastim prugama.
Pretežno se hrani algama, ali uzima i male račiće što posebno vrijedi za mlade primjerke salpi. Najradije jede one alge koje su za vrijeme oseke bile izložene suncu. Pripada životnoj zajednici bentosa jer je životno vezana za prehranu s morskog dna. Zalazi do 30 metara u dubinu, a može se naći i u vrlo plitkom moru. Salpa je vrlo društvena riba koja živi u brojnim jatima uzduž hridinaste i šljunkovite obale. Karakteristično je i ponašanje salpi u jatu. Pokreti svih riba u jatu su sinkronizirani kao da su koordinirani kretanjem ribe predvodnice. Kada se iznenada preplaše sve salpe se istovremeno pokreću i bježe. Mrijesti se krajem ljeta i početkom jeseni.
Salpa je rasprostranjena u čitavom Jadranu te u Mediteranu, Crnom moru i Atlantskom oceanu.